# Sanddagsländor
Sanddagsländor eller sandsländor (Ephemeridae) är en familj i insektsordningen dagsländor. Familjen innehåller omkring 150 kända arter och förekommer över hela världen, utom i Australien. I Sverige finns fyra arter.
Sanddagsländorna hör till de större dagsländorna, med en kroppslängd på 10 till 34 millimeter. Vingarna är genomskinliga eller något brunaktiga och har ofta ett mönster av mörkare fläckar. På bakkroppen finns två eller tre långa analspröt. Många flugfiskare använder sandsländor som modeller när de knyter sina flugor.
Som imago har sanddagsländorna ett kort liv som endast syftar till fortplantning och de fullbildade insekterna intar därför ingen föda. Fortplantningen är knuten till vatten och de vuxna insekterna hittas vanligen i vegatationen kring olika vattenansamlingar och vattendrag, som sjöar och åar. Efter parningen lägger honan äggen fritt i vattnet, varefter hon dör. Även hanarna dör strax efter fortplantningen. 
Hur många ägg som läggs per hona varierar från art till art, men det är vanligen ett stort antal. Nymfen, som har kraftiga ben anpassade till att gräva med, lever i u-formade gångar i sedimentet på botten. Födan utgörs av små partiklar av organiskt material. Utvecklingstiden från ägg till imago beror mycket på temperaturen och arter som förekommer i tropiskt klimat har en snabbare utveckling än arter i tempererat klimat, vilka ofta övervintrar en eller två gånger som nymfer i bottensedimentet.